# Albury
Albury é uma cidade australiana do estado de Nova Gales do Sul. Sua população, estimada, é de 46.500 habitantes (2005). Localiza-se a, aproximadamente, 550 km da capital estadual Sydney, e, a 312 km da capital do estado de Victoria, Melbourne.